# Mort d'une héroïne rouge
Mort d'une héroïne rouge, dont le titre original est Death of a Red Heroine, est un roman policier américain de l'auteur sino-américain Qiu Xiaolong paru en 2000.

## Présentation
Qiu Xiaolong 裘小龙, né à Shanghai en 1953 et vit à Saint Louis dans le Missouri, depuis 1988. Il est connu pour sa série de romans policiers en langue anglaise mettant en vedette l'inspecteur en chef Chen Cao, du Bureau de police de Shanghai. Cette série commence en 2000 avec Mort d'une Héroïne rouge.
Le roman, se situe dans les années 1990 à Shanghai. Le sujet principal est  une belle jeune femme trouvée morte dans un canal dans la périphérie de la métropole. Après enquête, il est constaté que le cadavre est celui de Guan Hongying, une greffière à Shanghai, « travailleuse modèle de la Nation ». L'inspecteur en chef Chen Cao, chargé de l'enquête, découvre que Guan Hongying a vécu une double vie. D'une part comme un membre du parti communiste chinois désintéressée et accaparée par son travail, et d'autre part comme une femme avec de forts désirs sexuels. Le coupable semble être Wu Xiaoming, le fils d'un fonctionnaire du parti communiste de haut rang. Malgré les obstacles politiques, Chen finit par arrêter le jeune homme qui est exécuté.

## Accueil critique
Mort d'une héroïne rouge  est nommé au Prix Edgar-Allan-Poe et lauréat du Prix Anthony pour le meilleur premier roman
Pour le journaliste Philippe Duval, c'est un roman policier bien construit et instructif : « on en apprend de belles sur les mœurs, plutôt dissolues, de certains cadres du parti ». Pour Abigail Tarttelin  de l'Huffington Post : « ce livre est une exploration courageuse  dans les milieux politiques chinois, organisé autour d'un thriller tendu et sympathique, aux personnages énigmatiques ».

## Version chinoise
Le livre a été traduit en chinois par Yu Lei sous le title Hóng yīng zhī sǐ. Alors que les passages de l'ouvrage critiquant la Révolution culturelle, les enfants des cadres dirigeants et le parti communiste chinois ont été fidèlement traduits, certaines scènes sexuelles ont été supprimées.